# IC 2326
IC 2326 је појединачна звијезда у сазвјежђу Рак која се налази на листи објеката дубоког неба у Индекс каталогу.
Деклинација објекта је + 19° 0' 42" а ректасцензија 8h 22m 12,0s.